# Robert Auer
Robert Auer (27 de noviembre de 1873 - 8 de marzo de 1952) fue un pintor de la Secesión croata.

## Vida
Robert Auer nació en una familia adinerada de Zagreb, hijo de Ferdinand y Amelija Auer. Sus hermanos fueron el arquitecto Bela Auer y Koloman Auer, quien heredó una imprenta de su padre. Robert asistió a una escuela técnica, para luego ir a la universidad en Viena y Múnich. Después de sus estudios, se involucró en la escena artística de Zagreb, especialmente en aquellos círculos que rodeaban al movimiento de la Secesión. Los pintores croatas de aquella época se distanciaban del estilo tradicional de pintura y, al igual que sus colegas de Viena y Múnich, aportaban una nueva libertad al arte.
Auer se ganó una reputación como retratista entre las clases altas, pintando más de 150 retratos, y vendiendo casi todos. Fue el único pintor croata incluido en la Exposición de la Secesión de Múnich de 1896. Estableció su estudio de arte en su propia casa en Rokovo Perivoj (Parque de Roko), que estaba cerca de Vila Auer, la villa de sus padres, donde había crecido. Junto con su esposa, la pintora Leopoldina Auer-Schmidt, dirigió una escuela privada a la vez que impartía clases en la escuela técnica y ocupaba una cátedra en la Academia de Bellas Artes de la Universidad de Zagreb.

## Obras
El estilo de Auer se asocia típicamente con la Secesión debido a que sus estudios en las academias de Viena y Múnich tuvieron lugar precisamente durante el momento en que la Secesión estaba en ascenso en el paisaje cultural de Europa Central. En su juventud, Auer absorbió rápidamente el carácter estilístico de esta nueva dirección. Como profesor en la Academia de Bellas Artes de la Universidad de Zagreb, Auer dirigió el departamento de artes decorativas. Además de sus numerosos retratos, también realizó composiciones simbólicas y alegóricas. Aunque su obra fue declarada "burguesa" después de la Segunda Guerra Mundial por el gobierno comunista y marginada por llevar el rastro de la alta cultura estetizada, sus obras siguieron siendo buscadas por los coleccionistas del modernismo croata. 
Robert Auer no fue un seguidor de tendencias ni modas y mantuvo consistentemente un único concepto artístico durante toda su carrera. Su sólida técnica y dominio del medio aseguraron un flujo constante de encargos. Siguiendo el espíritu de la Secesión, también incurrió en otras artes decorativas pintando puertas, muebles, etc.
Tras una pausa de 70 años sin exhibiciones, en 2010 se realizó una retrospectiva de más de cien obras de Auer en la galería Klovićevi Dvori. 